# The Closer : L.A. enquêtes prioritaires
Pour les articles homonymes, voir The Closer.
Major Crimes
The Closer : L.A. enquêtes prioritaires (The Closer) est une série télévisée américaine créée par James Duff et diffusée du 13 juin 2005 au 13 août 2012 sur la chaîne TNT.
On y suit les enquêtes menées de manière peu conventionnelle par le chef adjoint Brenda Leigh Johnson sur des meurtres et disparitions à Los Angeles au sein de la division des Enquêtes prioritaires, renommée Crimes majeurs.
En France, la série est diffusée à partir du 19 février 2006 sur France 3 et rediffusée à partir du 20 août 2018 sur la chaîne Numéro 23, ainsi qu'en 2021 sur Chérie 25. Au Québec, elle est diffusée sous le titre L.A. enquêtes prioritaires depuis le 2 mars 2007 à Séries+, en Belgique sous ce même titre sur RTL TVI, et en Suisse sur TSR1/RTS Un.
En 2010, la chaîne annonce la fin de la série à la fin de la 7e saison, diffusée en 2011 et 2012 aux États-Unis après la décision de Kyra Sedgwick de quitter la série. En 2011, TNT annonce la production d'un spin-off (série dérivée) intitulé Major Crimes, dont le personnage principal est la capitaine Sharon Raydor, interprétée par Mary McDonnell, déjà aperçue dans la série à la tête de la division des Affaires internes du LAPD.

## Synopsis
Brenda Leigh Johnson, enquêtrice formée par la CIA, arrive tout droit d'Atlanta pour diriger, au grade de chef-adjoint (Deputy Chief), une unité spéciale de la police de Los Angeles chargée d'enquêter sur des homicides classés comme « prioritaires », étant donné qu'ils concernent le plus souvent des membres de gangs, des mafieux, des passeurs de clandestins, des personnalités de l'industrie du cinéma et d'autres personnalités locales.
Même si elle est parfois insupportable et stricte dans ses méthodes, Brenda n'a pas son pareil pour obtenir la vérité et confondre les coupables. Son exubérance et son enthousiasme cachent mal une colère perpétuelle, doublée d'une humeur constamment mauvaise et d'un stress maladif aux situations extrêmes.
Brenda a la réputation d'être « The Closer » (littéralement « celle qui clôt »), surnom donné aux interrogateurs de la police qui non seulement résolvent une enquête, mais obtiennent des confessions des suspects qui entraînent directement des condamnations, sans passer par l'étape du procès, réputée coûteuse en temps et en argent dans la législation américaine.

## Fiche technique
- Titre francophone : The Closer : L.A. enquêtes prioritaires
- titre québécois : L.A. enquêtes prioritaires
- Titre original : The Closer
- Création : James Duff
- Réalisation : Michael M. Robin (21), Rick Wallace (14), Arvin Brown (8), Elodie Keene (7), Nelson McCormick (7), Steve Robin (7), Kevin Bacon (4), James Duff (4), Roxann Dawson (4), David McWhirter (4), Gloria Muzio (3), Scott Ellis (3), Michael Pressman (2), Anthony Hemingway (2), Nicole Kassell (2), Stacey K. Black (2) et Sheelin Choksey (2)
- Scénario : James Duff (109), Steven Kane (17), Mike Berchem (16), Adam Belanoff (14), Hunt Baldwin (13), John Coveny (13), Michael Alaimo (13), Duppy Demetrius (12), Ken Martin (9), Leo Geter (9), Wendy West (6), Jim Leonard (3), Rick Kellard (2), Roger Wolfson (2), Ralph Gifford (2) et Carson Moore (2)
- Production : Andrew J. Sacks, Mike Berchem, Michael Weiss, Leo Geter (producteurs) ; James Duff, Michael M. Robin, Greer Shephard, Kyra Sedgwick (prod. délégués) ; Giampaolo Debole, Paul Orehovec, Michael Alaimo, Duppy Demetrius, Ken Martin (coproducteurs)
- Sociétés de production : The Shephard/Robin Company, Walking Entropy et Warner Bros. Television
- Décors : Michael Paul Clausen, Paul Eads et Lauren Crasco
- Costumes : Greg LaVoi
- Photographie : Brian J. Reynolds, David A. Harp et Kenneth Zunder
- Musique : James S. Levine
- Pays : États-Unis
- Chaîne d'origine : TNT
- Genre : Série policière
- Nombre d'épisodes : 109 sur 7 saisons
- Durée : 42 minutes (60 minutes pour les épisodes spéciaux)
- Diffusion : du 13 juin 2005 au 13 août 2012

 Sauf indication contraire, les informations mentionnées dans cette section peuvent être confirmées par la base de données cinématographiques IMDb,  présente dans la section « Liens externes ».

## Production
Des critiques ont vu la série britannique Suspect numéro 1 (Prime Suspect) comme l'inspiratrice des personnages féminins des séries télévisées américaines, et en particulier par les similitudes entre les personnages de Jane Tennison (Helen Mirren) et de Brenda Leigh Johnson (Kyra Sedgwick). La première saison de The Closer est notamment citée par USA Today comme l'« américanisation non officielle » de la série britannique, ajoutant que « lorsque The Closer a été diffusé pour la première fois, des critiques ont été très prompts à la comparer à Prime Suspect, et il faut dire qu'il y avait de quoi… ».
Kyra Sedgwick a reconnu que la série est « une dette » au crime britannique, et que son admiration pour cette série et pour Mirren étaient les facteurs qui l'ont d'abord intéressée dans le rôle. Selon elle, Prime Suspect est l'une des séries qui a marqué le chemin pour The Closer, et que son agent lui a présenté le rôle en disant que « c'était un peu comme Prime Suspect ».
Des journalistes américains ont noté que The Closer, sans être directement un remake de la série britannique, doit beaucoup à celle-ci, et qu'elle en reproduit de nombreux éléments. The New York Times cite The Closer comme étant le descendant direct de Prime Suspect, bien plus complaisant que l'original,.
D'autres critiques ont aussi noté les différences entre les personnages de Tennison et Johnson :

« L'ambiance de vestiaire du département exclusivement masculin de Johnson, dans lequel elle navigue comme une version toute en œstrogènes de Jane Tennison dans Prime Suspect. Sedgwick interprète Johnson comme si sa solidité, son intelligence et son esprit éclosent naturellement à partir de sa féminité du Sud, alors que Helen Mirren joue une Tennison obstinée comme si le fait d'être une femme lui donnait une responsabilité,. »

## Distribution

### Acteurs principaux
- Kyra Sedgwick (VF : Élisabeth Fargeot) : Chef-adjoint Brenda Leigh Johnson
- J. K. Simmons (VF : Bernard Tiphaine) : Chef-assistant Will Pope
- Corey Reynolds (VF : Laurent Mantel) : Sergent puis inspecteur David Gabriel
- G. W. Bailey (VF : Jean-Claude De Goros) : Lieutenant Louie Provenza
- Robert Gossett (VF : Benoît Allemane) : Commandant Russell Taylor
- Anthony John Denison (VF : Érik Colin) : Lieutenant Andy Flynn
- Jon Tenney (VF : Bernard Lanneau) : Agent spécial Fritz Howard
- Michael Paul Chan (VF : Olivier Destrez) : Lieutenant Michael Tao
- Raymond Cruz (VF : Jérôme Rebbot) : Inspecteur Julio Sanchez
- Phillip P. Keene (VF : Patrick Delage) : Buzz Watson
- Gina Ravera (VF : Chantal Baroin) : Inspecteur Irene Daniels (saisons 1 à 4)
- Mary McDonnell (VF : Christine Pâris) : capitaine Sharon Raydor (récurrente saisons 5 et 6, régulière saison 7)

### Acteurs récurrents
- Jonathan Del Arco (VF : Gilles Laurent) : Dr Morales (saison 3 à 7)
- Frances Sternhagen (VF : Nicole Favart) : Willie Rae Johnson (saison 2 à 7)
- Barry Corbin (VF : Philippe Catoire) : Clay Johnson (saison 3 à 7)
- James Avery (VF : Philippe Catoire) : Dr Crippen (saison 1 à 3)
- Stephen Martines (en) (VF : Frédéric Popovic)[12] : Ricardo Ramos (saison 4 à 6)
- Bob Clendenin (nl) (VF : Bruno Rozenker) : Dr Terrence Hynes (saison 1 à 5)
- James Patrick Stuart (VF : Patrice Baudrier) : Procureur adjoint Martin Garnett (saison 2 à 5)
- Kathe Mazur : Procureur adjoint Andrea Hobbs (saison 2 à 7)
- Sosie Bacon (VF : Geneviève Doang) : Charlene « Charlie » Johnson (saison 5)
- Paola Turbay : Inspecteur Mikki Mendoza (saison 5 à 6)
- S. Epatha Merkerson (VF : Françoise Pavy) : Dr Rebecca Dioli (saison 3)
- French Stewart : Gary Evans (saison 3)
- Amy Sedaris : Claire Howard (saison 5)
- Mark Pellegrino : Gavin Q. Baker (saison 7)
- Curtis Armstrong (VF : Michel Mella) : Peter Goldman (saison 7)
- Billy Burke (VF : Thierry Ragueneau) : Phillip Stroh (saison 6-7)

Version française
- - Société de doublage : S.O.F.I.[13],[14]
  - Direction artistique : Bernard Tiphaine[13] et Érik Colin[14]
  - Adaptation des dialogues : Cord Grey et Dominique Vendeville[13]

 Source et légende : version française (VF) sur RS Doublage et Doublage Séries Database

## Personnages
- Pour rappel, les grades de la police de Los Angeles vont ainsi, du moins gradé au plus gradé : officier de police (Police Officer) → sergent (Sergeant) → inspecteur (Detective) → lieutenant (Lieutenant) → capitaine (Captain) → commandant (Commander) → chef-adjoint (Deputy Chief) → chef assistant (Assistant Chief) → chef de la police (Chief of Police). Le titre d'inspecteur (Detective) est une spécialisation dans la gestion et la résolution des enquêtes.
- Dans la série, l'équipe travaille au sein de la division des Enquêtes prioritaires (Priority Homicide Division), née de la dissolution de la division vol/homicide (Robbery/Homicide Division), et qui donnera au cours de la quatrième saison la division des Crimes majeurs (Major Crimes Division).

### Chef-adjoint Brenda Leigh Johnson
Le chef-adjoint Johnson dirige la division des Crimes majeurs du Los Angeles Police Department. Femme intelligente, déterminée et exigeante, ses méthodes sont parfois incomprises et considérées comme offensantes par certaines personnes, mais ses talents pour débusquer les faits importants, et obtenir des confessions des suspects et témoins, et finalement clore les enquêtes, sont extrêmement puissants. Elle est « the Closer » (celui ou celle qui clôt - les enquêtes).

### Chef-assistant Will Pope
Le chef Pope est l'assistant du chef de la police de L.A. pour les opérations. Bien que ce soit lui qui ait proposé le job à Brenda Leigh Johnson, il semble souvent réticent à la laisser librement faire son travail, mais reconnait ses capacités d'enquêtrice, l'ayant vue à l’œuvre lorsqu'ils travaillaient ensemble à Washington.

### Sergent David Gabriel
Gabriel est sergent dans la division des Enquêtes prioritaires. Il sera promu inspecteur dans la saison 5. Il est souvent vu comme le bras droit de Johnson dans l'équipe des Crimes majeurs, bien que son grade le place à un rang inférieur à celui de tous ses autres collègues. Jeune officier de police, il est l'un des premiers à accepter Brenda à son arrivée.

### Lieutenant Louie Provenza
Provenza est lieutenant et vétéran de l'unité vol/homicide qui existait avant la division des Enquêtes prioritaires. Il est au début très critique envers le nouveau chef-adjoint, mais développe par la suite une affection paternelle pour elle. Il est plutôt un policier de la « vieille école » et désapprouve donc souvent les décisions de Johnson, mais garde cependant du respect pour ses qualités d'inspectrice, et n'hésite pas à rallier toute l'équipe lorsqu'elle aura des problèmes avec le comité d'éthique.

### Lieutenant Andy Flynn
À l'origine membre de l'unité vol/homicide commandée par Taylor, Flynn est envoyé par ce dernier pour saboter l'équipe de Johnson dans la première saison. Remettant en question toutes ses décisions, il est finalement accusé par Taylor d'avoir mal géré l'enquête alors que Johnson prouve son innocence. Il est transféré de manière permanente à la division des Enquêtes prioritaires et finit par concevoir du respect pour elle.

### Lieutenant Michael Tao
Tao est un expert dans toutes les formes de techniques, notamment les ordinateurs et l'électronique, et ses collègues sont souvent dépassés par ses compétences et ses discours. Il a tendance à faire un rapport oral complet au lieu d'aller tout de suite à l'essentiel.

### Inspecteur Julio Sanchez
Sanchez est spécialisé dans les gangs latinos qui sévissent à Los Angeles (il travaillait à la brigade antigang du LAPD) et parle couramment l'espagnol. Il s'emporte facilement et crie régulièrement sur les suspects dans les salles d'interrogatoire, et peut parfois être vulgaire et chauvin.

### Commandant Russell Taylor
Le capitaine puis commandant Taylor est un officier de commandement du LAPD. Il en veut beaucoup à Johnson de lui avoir « volé » son unité et est très jaloux d'elle par rapport au respect qu'elle a obtenu de son équipe. Il fait ce qu'il peut pour saper son autorité et son travail tout en ayant l'air de l'aider dans son enquête. Promu de capitaine à commandant à la fin de la première saison, il semble plus enclin à aider Johnson et la sollicite même à plusieurs reprises pour ses talents, mais garde une attitude condescendante par rapport à elle. C'est souvent lui qui s'occupe de gérer les communications avec la presse au cours des enquêtes.

### Agent spécial Fritz Howard
Fritz est un agent du FBI entraîné à Washington, où il a rencontré Brenda Leigh. Lorsqu'il apprend qu'elle est mutée à Los Angeles, il la recontacte, et ils entament une relation qui va les conduire au mariage à la fin de la saison 4. Il a régulièrement l'occasion de travailler avec la division des crimes majeurs, et le chef-adjoint Johnson se sert souvent des ressources et contacts du FBI par son intermédiaire pour avancer dans ses enquêtes.

### Buzz Watson
Fonctionnaire du LAPD, il est le seul membre de l'équipe à ne pas faire partie de la police. Buzz est l'assistant technique de la division des Crimes majeurs, et gère l'enregistrement vidéo des interrogatoires, et par la suite (lorsque la législation impose aux divisions d'homicides de filmer leur enquête du début à la fin) celui des lieux des crimes. C'est le seul avec Sanchez, à parler espagnol.

### Capitaine Sharon Raydor
Le capitaine Raydor apparaît dans la saison 5 en tant qu'officier des affaires internes, et va régulièrement être confrontée au chef-adjoint Johnson et son équipe, en particulier dans la dernière saison, où Brenda est accusée pénalement et éthiquement pour sa gestion des enquêtes. Les relations entre ces deux femmes de caractère sont au début très conflictuelles, mais elles apprennent petit à petit à s'apprécier et à se faire confiance. C'est elle qui prendra la tête de l'unité après le départ de Brenda.

## Épisodes
Chaque épisode de The Closer aborde, en parallèle des enquêtes policières, des aspects de la culture de Los Angeles et son interface avec le maintien de l'ordre au sein de la mégapole : elle intègre les questions de gestion d'un service de police, la guerre des gangs, ainsi que l'éthique de la politique publique, l'intégrité personnelle et le bien et le mal. De plus, les méthodes d'arrestation, d'interrogation et d'inculpation des suspects de la part du chef-adjoint Johnson et de sa brigade sont au cœur de la septième saison, où l'aspect juridique est intégré à l'intrigue en un fil rouge.
La série est un « procedural » (ou « police procedural »), un sous-genre de la fiction policière, qui tente de décrire les activités des membres des forces de police alors qu'ils enquêtent sur des crimes. Les procedurals décrivent aussi un certain nombre de sujets liés aux enquêtes de police, comme la médecine légale, les autopsies, la gestion des preuves, l'utilisation des mandats et les interrogatoires. Le genre est très présent à la télévision contemporaine, et des séries comme Columbo, Law and Order (et ses déclinaisons) ou Les Experts (et ses déclinaisons) en sont des symboles.
La série a subi la grève des scénaristes (2007-2008), et a dû diffuser sa quatrième saison en deux fois : dix épisodes diffusés en été 2008 sur TNT, et cinq épisodes diffusés en hiver 2009. La septième et dernière saison est également diffusée en plusieurs fois, avec dix épisodes durant l'été 2011, cinq épisodes diffusés aux mois de novembre et décembre 2011, et le reste de la saison pour l'été 2012.

## Accueil

### Audiences
| Saison | Premier épisode | Premier épisode               | Dernier épisode   | Dernier épisode               |
| Saison | Date            | Téléspectateurs (en millions) | Date              | Téléspectateurs (en millions) |
| 1      | 13 juin 2005    | 7,03                          | 5 septembre 2005  | 6,39                          |
| 2      | 12 juin 2006    | 8,28                          | 4 septembre 2006  | 7,60                          |
| 3      | 18 juin 2007    | 8,81                          | 10 septembre 2007 | 9,21                          |
| 4      | 14 juillet 2008 | 7,81                          | 15 septembre 2008 | 7,63                          |
| 5      | 8 juin 2009     | 7,14                          | 24 août 2009      | 7,40                          |
| 6      | 12 juillet 2010 | 7,66                          | 13 septembre 2010 | 7,20                          |
| 7      | 11 juillet 2011 | 7,23                          | 13 août 2012      | 9,08                          |
| ------ | --------------- | ----------------------------- | ----------------- | ----------------------------- |

### Anecdote
Il se trouve que Chaton, le chat de Brenda, meurt dans la saison 5 épisode 3. En réalité, ce chat surnommé "Miss Kitty" est effectivement mort dans la réalité. La scène a été tournée dans les derniers instants du chat, ce qui attrista l'actrice Kyra Sedgwick. On peut lire en ligne l'article qui nous livre ce moment.

### Impact culturel
De nombreux analystes et journalistes ont dit que la série a « étendu le vocabulaire de ce qui est acceptable pour les femmes tel qu'il est vu à travers le filtre de la culture populaire ».

« On a certainement vu les femmes dans des positions de pouvoir avant [The Closer], comme Angie Dickinson dans Sergent Anderson (Police Woman, 1974) et Cagney et Lacey (Cagney & Lacey, 1981). Mais ces femmes étaient principalement des symboles dans la mer de mâles dominants, et plus important, elles luttaient pour leur ressembler. [À l'inverse, Brenda Leigh Johnson] conserve (et révèle) sa féminité, garde son calme, peut gérer les « porcs sexistes » qui la provoquent par jalousie et insécurité, et ne perd pas la face,. »

Les médias ont également noté que la série a aidé à redéfinir la place des chaînes câblées dans la programmation des grands réseaux :

« Derrière la gentille image populaire des femmes de pouvoir, The Closer a aidé à redéfinir l'équilibre entre le câble et les réseaux. Regardez le nombre similaire de nominations aux Emmys pour les séries du cable. De plus, le lancement hors saison de la série (The Closer est diffusée habituellement dans l'été et continue sa diffusion en contrebalançant la programmation des réseaux en septembre) a aidé à redéfinir les habitudes des téléspectateurs : cela a conduit les gens à avoir l'habitude de l'idée que l'été est le moment de regarder des séries originales à la télévision,. »

## Diffusion internationale
En France, la série a d'abord été diffusée sur France 2 sous le titre L.A. enquêtes prioritaires puis sur France 3 sous le titre The Closer, puis de nouveau sur France 2 sous le titre complet The Closer : L.A. enquêtes prioritaires. La série est rediffusée sur Warner TV et RMC Story. Au Québec, le seul titre de la série est L.A. enquêtes prioritaires.
- Allemagne: VOX
- Afrique du Sud: DSTV
- Australie : GEM
- Autriche : ORF, ATV
- Belgique : 2BE, VIJF, 13e rue, Studio Universal
- Brésil : SBT, Space
- Bulgarie : Nova Television, Diema 2, Fox Crime
- Canada (anglophone) : Super Channel
- Canada (francophone) : Séries+
- Corée du Sud : Story on, OCN Series
- Croatie : HRT 2
- République tchèque: 13e rue
- Estonie : Kanal 2
- Finlande : MTV3
- Norvège : TVNorge
- France : France 2, France 3, Warner TV, RMC Story
- Grèce : Star Channel, Hallmark Channel
- Hongrie : RTL Klub, VIASAT3
- Irlande : TV3 Ireland
- Israël : Yes Action
- Italie : Mediaset Premium, Italia 1, Universal Channel
- Japon : LaLa TV
- Nouvelle-Zélande : TV One
- Pays-Bas : NET 5, 13e rue
- Pologne : TVP 2
- Portugal : Fox Crime, Universal Channel
- Russie : DTV, Diva Universal
- Singapour : Warner Channel
- Serbie : TV Avala
- Slovénie : Kanal A, POP BRIO
- Espagne : Calle 13, Cuatro, FDF
- Royaume-Uni : More4,
- Suède : TV3
- Turquie : CNBC-e

## Distinctions
Sauf indication contraire, les informations mentionnées dans cette section peuvent être confirmées par la base de données cinématographiques IMDb,  présente dans la section « Liens externes ».

### Récompenses
- 2005 :
  - Satellite Award de la meilleure actrice dans une série télévisée dramatique (Kyra Sedgwick)
- 2006 :
  - Gracie Allen Award de la meilleure actrice dans une série télévisée dramatique (Kyra Sedgwick)
  - Imagen Foundation Award du meilleur acteur dans un second rôle (Raymond Cruz)
  - Satellite Award de la meilleure actrice dans une série télévisée dramatique (Kyra Sedgwick)
- 2007 :
  - Golden Globe de la meilleure actrice dans une série télévisée dramatique (Kyra Sedgwick)
- 2008 :
  - BMI Film & TV Award de la meilleure musique dans une série télévisée sur le câble (James S. Levine)
- 2009 :
  - Imagen Foundation Award du meilleur acteur dans un second rôle (Raymond Cruz)
  - People's Choice Award de la Diva préférée dans une série télévisée dramatique (Kyra Sedgwick)
- 2010 :
  - Primetime Emmy Award de la meilleure actrice dans une série télévisée dramatique (Kyra Sedgwick)
- 2011 :
  - PRISM Awards de la meilleure interprétation dans un épisode dramatique (Tony Dennison)

### Nominations
- 2006 :
  - Casting Society of America Award du meilleur casting pour un épisode pilote (Bruce H. Newberg)
  - Primetime Emmy Award de la meilleure actrice dans une série télévisée dramatique (Kyra Sedgwick)
  - Golden Globe de la meilleure actrice dans une série télévisée dramatique (Kyra Sedgwick)
  - Imagen Foundation Award de la meilleure actrice dans un second rôle (Gina Ravera)
  - Saturn Award de la meilleure série sur le câble
  - Screen Actors Guild Award de la meilleure actrice dans une série télévisée dramatique (Kyra Sedgwick)
  - Screen Actors Guild Award de la meilleure distribution dans une série télévisée dramatique
  - Television Critics Association Award de la meilleure actrice dans une série télévisée dramatique (Kyra Sedgwick)
- 2007 :
  - ALMA Award de la meilleure actrice dans une série télévisée dramatique (Paola Turbay)
  - Edgar Allan Poe Award du meilleur scénario d'épisode (James Duff et Mike Berchem pour l'épisode "Blue Blood")
  - Primetime Emmy Award de la meilleure actrice dans une série télévisée dramatique (Kyra Sedgwick)
  - Satellite Award de la meilleure actrice dans une série télévisée dramatique (Kyra Sedgwick)
  - Saturn Award de la meilleure série sur le câble
  - Saturn Award de la meilleure actrice dans une série télévisée (Kyra Sedgwick)
  - Screen Actors Guild Award de la meilleure actrice dans une série télévisée dramatique (Kyra Sedgwick)
  - Vision Award du meilleur acteur dans une série télévisée dramatique (Robert Gossett)
  - Vision Award de la meilleure actrice dans une série télévisée dramatique (Gina Ravera)
- 2008 :
  - Primetime Emmy Award de la meilleure actrice dans une série télévisée dramatique (Kyra Sedgwick)
  - Golden Globe de la meilleure actrice dans une série télévisée dramatique (Kyra Sedgwick)
  - PRISM Award du meilleur épisode dramatique ("Till Death Do Us Part" (Parts 1 & 2) = "Jusqu'à ce que la mort nous sépare")
  - Satellite Award de la meilleure actrice dans une série télévisée dramatique (Kyra Sedgwick)
  - Saturn Award de la meilleure série sur le câble
  - Saturn Award de la meilleure actrice dans une série télévisée (Kyra Sedgwick)
  - Screen Actors Guild Award de la meilleure actrice dans une série télévisée dramatique (Kyra Sedgwick)
  - Screen Actors Guild Award de la meilleure distribution dans une série télévisée dramatique
  - Society of Camera Operators Award du cadreur de l'année (Christopher Tufty)
  - Writers Guild of America Award du meilleur épisode dramatique (Michael Alaimo pour l'épisode "The Round File")
- 2009 :
  - Primetime Emmy Award de la meilleure actrice dans une série télévisée dramatique (Kyra Sedgwick)
  - Golden Globe de la meilleure actrice dans une série télévisée dramatique (Kyra Sedgwick)
  - Imagen Foundation Award de la meilleure actrice dans un second rôle (Gina Ravera)
  - Saturn Award de la meilleure série sur le câble
  - Saturn Award de la meilleure actrice dans une série télévisée (Kyra Sedgwick)
  - Screen Actors Guild Award de la meilleure actrice dans une série télévisée dramatique (Kyra Sedgwick)
  - Screen Actors Guild Award de la meilleure distribution dans une série télévisée dramatique
  - Screen Actors Guild Award de la meilleure équipe de cascadeurs dans une série télévisée
  - Vision Award de la meilleure interprétation dans une série télévisée dramatique (Robert Gossett)
  - Vision Award de la meilleure interprétation dans une série télévisée dramatique (Raymond Cruz)
- 2010 :
  - Edgar Allan Poe Award du meilleur scénario (Steven Kane)
  - Primetime Emmy Award du meilleur acteur invité dans une série télévisée dramatique (Beau Bridges)
  - Golden Globe de la meilleure actrice dans une série télévisée dramatique (Kyra Sedgwick)
  - Image Award du meilleur acteur dans un second rôle dans une série télévisée dramatique (Corey Reynolds)
  - Saturn Award de la meilleure série sur le câble
  - Saturn Award de la meilleure actrice dans une série télévisée (Kyra Sedgwick)
  - Screen Actors Guild Award de la meilleure actrice dans une série télévisée dramatique (Kyra Sedgwick)
  - Screen Actors Guild Award de la meilleure distribution dans une série télévisée dramatique
  - Screen Actors Guild Award de la meilleure équipe de cascadeurs dans une série télévisée
- 2011 :
  - Primetime Emmy Award de la meilleure actrice invitée dans une série télévisée dramatique (Mary McDonnell)
  - Golden Globe de la meilleure actrice dans une série télévisée dramatique (Kyra Sedgwick)
  - GoldDerby SNUBBEE Award de la meilleure actrice dans une série télévisée (Kyra Sedgwick)
  - Imagen Foundation Award du meilleur acteur dans un second rôle (Raymond Cruz)
  - PRISM Award du meilleur épisode dramatique ("Old Money")
  - Saturn Award de la meilleure série sur le câble
  - Saturn Award de la meilleure actrice dans une série télévisée (Kyra Sedgwick)
  - Screen Actors Guild Award de la meilleure actrice dans une série télévisée dramatique (Kyra Sedgwick)
  - Screen Actors Guild Award de la meilleure distribution dans une série télévisée dramatique
  - Young Artist Award de la meilleure interprétation d'une jeune actrice (10 ans et moins) invitée dans une série télévisée (Nikki Hahn)
  - Young Artist Award de la meilleure interprétation d'un jeune acteur récurrent dans une série télévisée (Quinton Lopez)
- 2012 :
  - Saturn Award de la meilleure série sur le câble
  - Saturn Award de la meilleure actrice dans une série télévisée (Kyra Sedgwick)
  - Screen Actors Guild Award de la meilleure actrice dans une série télévisée dramatique (Kyra Sedgwick)
  - Screen Actors Guild Award de la meilleure distribution dans une série télévisée dramatique

## DVD
| Saison | Épisodes | Année     | États-Unis Canada | France          |
| ------ | -------- | --------- | ----------------- | --------------- |
| 1      | 13       | 2005      | 23 mai 2006       | 18 avril 2007   |
| 2      | 15       | 2006      | 29 mai 2007       | 18 juillet 2007 |
| 3      | 15       | 2007      | 1er juillet 2008  | 27 août 2008    |
| 4      | 15       | 2008-2009 | 26 mai 2009       | 14 octobre 2009 |
| 5      | 15       | 2009      | 29 juin 2010      | 2 mars 2011     |
| 6      | 15       | 2010      | 21 juin 2011      | 7 mars 2012     |
| 7      | 21       | 2011-2012 | 21 août 2012      | 28 août 2013    |

## Série dérivée
En 2011, TNT annonce la production d'un spin-off intitulé Major Crimes, dont le personnage principal est le capitaine Sharon Raydor, interprété par Mary McDonnell, déjà aperçue dans la série à la tête de la division des Affaires internes du LAPD.
La série a été diffusée pour la première fois le 13 août 2012, à la suite du dernier épisode de The Closer.